# Jules Férat
Jules-Descartes Férat (Ham, 28 de novembre de 1829 - París, 6 de juny de 1906), més conegut com a Jules Férat, va ser un il·lustrador, pintor i gravador francès. Juntament amb Léon Benett i Édouard Riou, va ser un dels grans il·lustradors de Jules Verne.

## Biografia
Entre 1850 i finals de la dècada de 1880, Jules Férat va treballar com a il·lustrador per a importants empreses franceses i per la difusió del progrés científic, en particular per Louis Figuier. També se li demanen il·lustracions per a obres novel·lístiques d'autors com Eugène Sue, Mayne-Reid, Edgar Allan Poe, Émile Zola, Jules Sandeau, Louis Boussenard i Victor Hugo.
Des de 1866, va treballar en l'obra «Bibliothèque des Merveilles» publicada per Hachette. Gràcies al seu treball realitzat en aquesta publicació, Pierre-Jules Hetzel li va demanar que il·lustrés l'obra una ciutat flotant de Jules Verne, sent el principi d'una col·laboració que va incloure els Viatges extraordinaris. També va realitzar il·lustracions per a la revista Journal des Voyages.
Va morir a la Casa Dubois (antic nom de l'Hospital Fernand-Widal) del 10è Districte de París.

## Obra destacada

### Il·lustracions per a Julio Verne
- 1871, Uneix ville flottante, 44 il·lustracions; Les Forceurs de Blocus, 17 il·lustracions.
- 1872, Aventures de trois Russes et de trois Anglais dans l'Afrique austral 53 il·lustracions.
- 1873, Li Pays des fourrures, 103 il·lustracions juntament amb Alfred Quesnay de Beaurepaire .
- 1875, L'Île mystérieuse, 152 il·lustracions.
- 1875 , Martin Pau, 17 il·lustracions.
- 1876, Michel Strogoff, 91 il·lustracions.
- 1877, Els Indes noires, 45 il·lustracions.
- 1876, Un drame au Mexique, 6 il·lustracions.

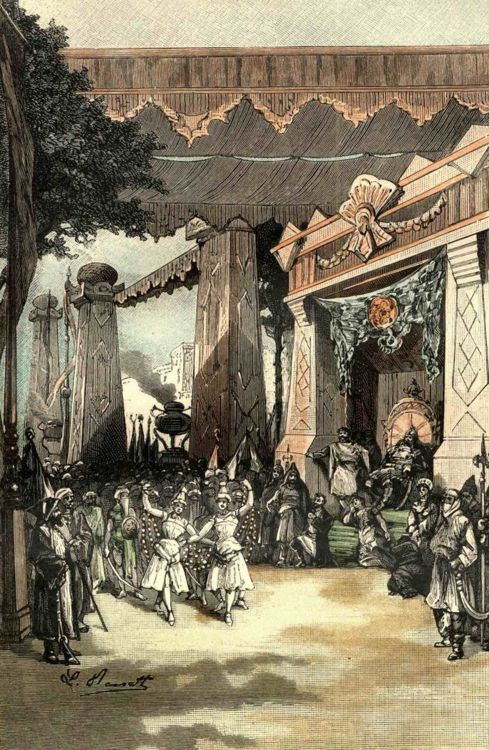
Exemple per a l'obra: Miquel Strogoff (Verne)
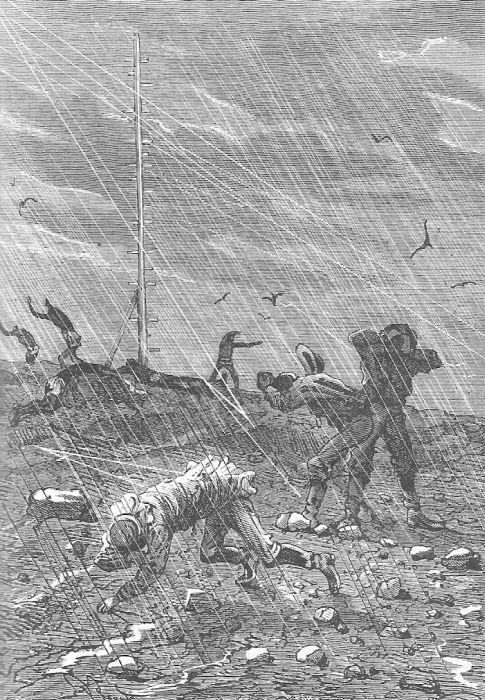
Exemple per a l'obra: Aventures de tres russos i tres anglesos a l'Àfrica austral (Verne)
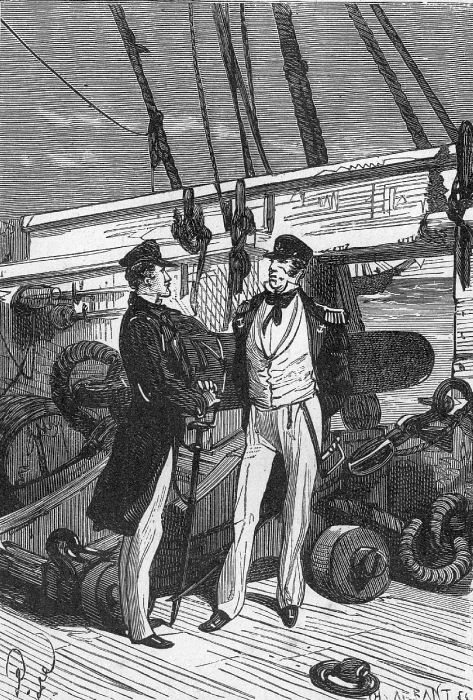
Exemple per a l'obra: Un drama a Mèxic
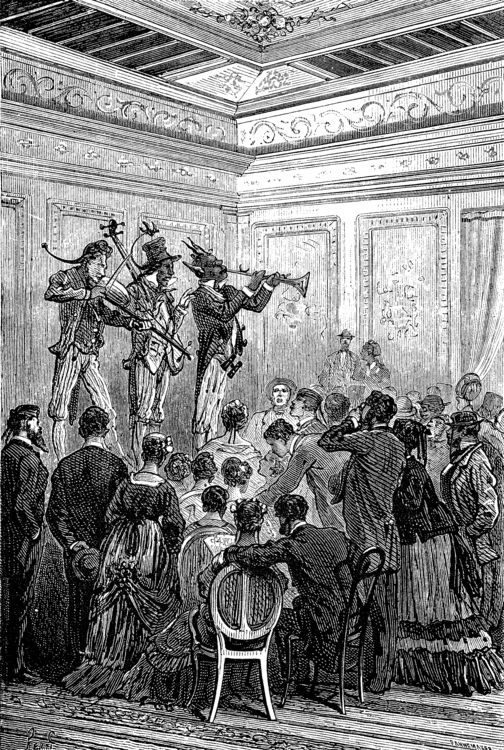
Exemple per a l'obra: Una ciutat flotant